# Споразумение за свързаните с търговията инвестиционни мерки
Споразумението за свързаните с търговията инвестиционни мерки (ТРИМС) съставлява част от Общото споразумение за митата и търговията (ГАТТ) и е една от договореностите, постигнати по време на Уругвайския раунд.
Създаването на Споразумението се свързва с желанието на страните по ГАТТ да ограничат негативните ефекти върху международната търговия, изразяващи се в ограничаване на свободата ѝ и деформация на стоковите потоци. Всички държави- членки на СТО са и страни по ТРИМС.
Конкретната цел на споразумението е насърчаването на международните инвестиции и повишаването на икономическия ръст на страните по ГАТТ.

## Правна основа
Споразумението за свързаните с търговията инвестиционни мерки се прилага единствено по отношение на инвестиционните мерки, свързани с търговията със стоки. В самото Споразумение самите мерки се наричат „ТРИМС“.
Основен подход на Споразумението представлява съставянето на примерен списък с ТРИМС, чието прилагане от страна на държавите, в които се осъществява инвестицията, е несъвместимо със задълженията по ГАТТ. Принципът, залегнал в текста на споразумението е, че държавите се задължават да предоставят на чуждестранни инвестиции национално третиране. Особена разпоредба представлява дискриминационната клауза на Чл. 4 от Споразумението, която позволява на развиващите се държави временно да не прилагат определени разпоредби от ГАТТ. Същевременно страните по Споразумението се задължават да осъществяват своята дейност във връзка с ТРИМС в условията на прозрачност и да уведомяват останалите държави надлежно за възникналите на тяхна територия промени.

## Консултации и уреждане на спорове
По примера на разпоредбите на чл. XXII и чл. XXIII на ГАТТ и аналогичните разпоредби на ГАТС и ТРИПС Споразумението относно свързаните с търговията инвестиционни мерки предвижда провеждането на консултации и уреждане на спорове съгласно установените в системата на СТО правила и процедури за уреждане на спорове.

## Примерен списък със задълженията на страните
Примерният списък на ТРИМС, които са несъвместими със задължението за предоставяне на национално третиране и свързани с разпоредбите на вътрешното законодателство съдържа:
- изискването за бъдещо задължително използване на стоки с местен произход или от местен източник; или
- използването на вносни продукти от определено предприятие да се ограничава по определен начин
- ограничаването на вноса от предприятие на продукти, използвани във или свързани с неговото местно производство; или
- ограничаването на вноса на продукти, чрез ограничаване на неговия достъп до чужда валута; или
- ограничаването на износа или продажбата за износ.